# ايرسبيد هورسا
ايرسبيد هورسا (بالإنجليزية: Airspeed Horsa)‏ هي طائرة شراعية أنتجت في المملكة المتحدة. من صناعة ايرسبيد المحدودة. كان أول طيران لها في 12 سبتمبر 1941. دخلت الخدمة في 1941، صنع منها أكثر من 3,600 طائرة.